# میسلاو بزمالینوویچ
میسلاو بزمالینوویچ (انگلیسی: Mislav Bezmalinović) (زادهٔ ۱۱ مهٔ ۱۹۶۷ – درگذشتهٔ ۳۱ اوت ۲۰۲۴) بازیکن واترپلو اهل یوگسلاوی بود.
وی در مسابقات کشوری و بین‌المللی در مجموع برندهٔ ۱ مدال طلا شده‌بود.